# 사랑해선 안될 사랑을
"사랑해선 안될 사랑을"는 한국에서 제작된 이봉래 감독의 1960년 영화이다. 문정숙 등이 주연으로 출연하였고 조용진 등이 제작에 참여하였다.

## 출연

### 주연
- 문정숙
- 김진규
- 황해
- 이민자

## 기타
- 조명: 박창호
- 녹음: 이경순
- 미술: 이수진